# ليف هوستي
ليف هوستي مواليد 17 يوليو 1977 في بلجيكا، هو دراج بلجيكي سابق في صنف سباق الدراجات على الطريق.

## سجل النتائج
- المركز الـ 2 في طواف فلاندرز 2007
- المركز الـ 6 في باريس روبيكس 2008

## روابط خارجية
- ليف هوستي على موقع أرشيف الدراجات (الإنجليزية)
- ليف هوستي على موقع إحصائيات الدراجات الإحترافية (الإنجليزية)
- ليف هوستي على موقع نسبة الدراجات (الإنجليزية)
- ليف هوستي على موقع CycleBase (الإنجليزية)